# شهرستان آتسگو (میشیگان)
شهرستان اوتسگو، میشیگان (به انگلیسی: Otsego County, Michigan) یک سکونتگاه مسکونی در ایالات متحده آمریکا است که در میشیگان واقع شده‌است.